# Isorropus nigrodorsalis
Isorropus nigrodorsalis là một loài bướm đêm thuộc phân họ Arctiinae, họ Erebidae.